# 名誉審査員
名誉審査員（めいよしんさいん）とは
- 名誉職として務める審査員のこと。またその職名。
- または審査員を勇退した者に与えられる職名ないし称号。名誉称号の一種。

関連する職名として、名誉審判員、名誉検定員、名誉レフェリーなどがある（本項で解説）。

## 名誉審査員長

### コンテスト等における名誉審査員長
各種コンテストでは名誉審査員長を置き、受賞者を選考することがある。日本の石油連盟が毎年度行っている「石油の作文コンクール」では優秀な作品の投稿者に名誉審査員長賞を授与しているのはその一例である。

## 名誉審査員

### コンテスト等における名誉審査員
各種のコンテストでは、著名人を名誉審査員として迎え、応募者の選考に当たらせることがある。日本での一例として、2008年に読売新聞社主催、内閣府、警察庁、文部科学省などの後援で実施された、第17回全国小学生作文コンク－ル「わたしたちのまちのおまわりさん」では、漫画家のやなせたかしが同年、12月13日の表彰式に出席し、名誉審査員として審査講評を行ったことなどが挙げられる。

## 名誉検定員

### スポーツ連盟における名誉検定員
また、検定試験を実施するスポーツ連盟では検定員として一定の技能・業績のある人物に対し、名誉職ないし資格として名誉検定員という呼称を与えることがある。なお、全日本スキー連盟では2013年の規定改正によりスキー名誉検定員の名称を名誉スキー検定員に改称している。

## 名誉審判員

### スポーツ連盟における名誉審判員
また、スポーツ連盟などでは、一定の期間、審判員を務め実績・功績のあった人物を名誉審判員として任ずることがある。一例として、日本スケート連盟では、オリンピックで日本初の冬季五輪出場者である宮沢留十（旧姓 閏間）が同連盟の名誉審判員を務めていたことが挙げられる。

## 名誉レフェリー

### スポーツ連盟における名誉レフェリー
また、スポーツ連盟等の団体では名誉レフェリーの職名を付与することがある。一例として日本スケート連盟名誉レフェリーの杉田秀男がいる。

### 文献資料
- 石油連盟編『石油資料月報第53巻』（石油連盟、2008年）

### 報道資料
- 『AERA』（朝日新聞社、2014年2月17日号）
- 『読売新聞』1999年1月27日東京朝刊
- 『読売新聞』2008年12月14日東京朝刊

### インターネット資料(外部リンク)
- 日本スキー連盟ウェブサイト「教育本部規程等改正のポイント (PDF) 」